# Іцкісі
Іцкісі (груз. იცქისი) — село в Грузії.
За даними перепису населення 2014 року в селі проживає 399 осіб.